# Нігаван
Нігаван (вірм. Նիգավան) — село в марзі Арагацотн, на заході Вірменії. Село розташоване за 7 км на північний захід від міста Апаран. В селі є фортеця циклопічної кладки.